# McGregor (Minnesota)
McGregor es una ciudad ubicada en el condado de Aitkin en el estado estadounidense de Minnesota. En el Censo de 2010 tenía una población de 391 habitantes y una densidad poblacional de 71,65 personas por km².

## Geografía
McGregor se encuentra ubicada en las coordenadas 46°36′29″N 93°18′23″O / 46.60806, -93.30639. Según la Oficina del Censo de los Estados Unidos, McGregor tiene una superficie total de 5.46 km², de la cual 5.13 km² corresponden a tierra firme y (5.98%) 0.33 km² es agua.

## Demografía
Según el censo de 2010, había 391 personas residiendo en McGregor. La densidad de población era de 71,65 hab./km². De los 391 habitantes, McGregor estaba compuesto por el 95.14% blancos, el 0.26% eran afroamericanos, el 4.09% eran amerindios, el 0% eran asiáticos, el 0% eran isleños del Pacífico, el 0.26% eran de otras razas y el 0.26% pertenecían a dos o más razas. Del total de la población el 0.51% eran hispanos o latinos de cualquier raza.